# CIAの日本における活動

米国中央情報局（CIA）の印章

CIAの日本における活動（CIAのにほんにおけるかつどう、CIA activities in Japan）は、連合国軍占領下の日本に遡る。公的には2025年3月にドナルド・トランプ米大統領が公開した機密文書によって明かされた。

## 解説
ダグラス・マッカーサーの情報将校であるチャールズ・ウィロビーは「機関」とよばれるいくつかの下部組織の情報収集機関設立を許可している。
これらの「機関」の多くには、戦犯として分類されたために公職追放された人々が含まれていた。
またCIAは、北朝鮮、千島列島、サハリンに対する情報収集活動の一環として、機関を利用した日本の情報収集プログラムであるTakematsu作戦を組織し、資金を提供した。
作られた機関の一つ、服部卓四郎が率いる「服部機関」は、国粋主義に敵対的な態度を理由に、吉田茂首相を暗殺しクーデターを起こす計画を企てていた。
ウィロビーは、アメリカ極東軍の指揮の下、2,500人を超える諜報部員を集結させた。CIAと軍情報部は、左翼小説家の鹿地亘を含む左翼活動家の違法な拉致と拷問に従事したとされる「キャノン機関」を含む多数の超法規的機関を設立した。
CIAは、現在の日本の政治体制が形成されるための基礎作りに貢献した。中国から差し押さえた資産の徴発を幇助して、自由党の創設に資金面で関与した。また、自由党の後継政党である自由民主党（以下、自民党）が岸信介を首相に迎えるよう影響力を行使した。
CIAは、在日軍事施設や安全保障上の利益に関する政策について、自民党に積極的に助言していた。この自民党支援の過程では、自民党に資金を密かに提供するために、タングステンの取引で「鉄のトライアングル」と言われるような関係を作り上げた。自民党への資金援助に加えて、CIAが日本社会党や沖縄の反米デモを活発に破壊・妨害したとの複数の証言がある。
サンフランシスコ講和条約の調印に先立ち、CIAの工作員がプロジェクトBLUEBIRDの一環として日本に到着し、二重スパイの疑いがある者に対する「行動テクニック」をテストした。 
CIAは、M資金と総称されるいくつかの秘密資金の設立と管理に協力したとされる。M資金は、CIAの情報提供者である児玉誉士夫が、1960年に中止されたドワイト・アイゼンハワー米国大統領の来日の際にヤクザによる護衛のための資金として使われたといわれている。

## 背景
CIAの前身である戦略情報局は太平洋戦争中に日本の植民地地域で広範な情報網を維持していた。日本の降伏文書調印後、憲兵隊の施設や日本の外交施設から多くの重要な文書や資料が押収された。しかし日本側は731部隊の活動など人権侵害に関連する多くの文書を破毀するように命じたためそれらは回収できなかった。天皇裕仁の放送による降伏声明後、大日本帝国海軍はすべての戦時文書の破毀を命じた。日本外務省も同様に8月7日に全文書の破毀を命じた。戦争犯罪捜査官は日本語の文書を翻訳し、太平洋戦争への関与について日本人容疑者に尋問するために翻訳者および通訳者を必要とした。このため戦争犯罪に関連する翻訳任務においてニセイ（日系二世）の言語堪能者が広く活用されることとなった。米陸軍情報部と対敵諜報部は、ニセイの翻訳者を使うことにより残された文書のかなりの部分を翻訳することに成功し、これらの文書の多くは後に極東国際軍事裁判での訴追の証拠として使用された。
共産主義拡散の懸念を受けて、アメリカは封じ込め政策により東アジア全域で共産主義勢力と積極的に戦う必要が生じた。この時期のアメリカの日本に関する政策は2つの方向に分裂していた。一方は安全保障パートナーとして毛沢東主義の中国がより適切と主張し（国民党の指導者である蔣介石は信頼性に欠け腐敗していると見なされていた）、もう一方は日本を安全保障パートナーとして再武装、再活性化すべきだと主張していた。マッカーサーの政策は最初は中国派に肩入れしており、マッカーサーの任期最初の数か月は日本の右翼の一掃や大日本帝国陸軍の非武装化、および財閥によって垂直的に統合された独占的支配の解体を含む経済再編に焦点を当てていた。この改革期間中、軍国主義的な政策に関与した20万人以上の役人が公職に就くことを禁じられ、あるいは戦犯容疑者として逮捕された。しかし東西冷戦に焦点を当てるようになったアメリカ政府の政策立案者からの圧力により、マッカーサーの占領政府は1947年までに公職追放者をブラックリストから解放し、赤狩りを開始した。中国共産党による中国支配とそれに続く中ソ条約締結の結果、アメリカの中国派は影響力の大部分を失い、CIAとアメリカの軍事情報機関は日本の右翼およびヤクザに協力、支援するための理論的根拠を得ることとなった。
戦略情報局（OSS）およびその後継組織であるCIAは、ダグラス・マッカーサーに嫌悪感を持たれていたために、日本における活動は1950年まで抑え込まれ、結果的に占領初期に実施された情報活動の多くは、特にG-2（軍事情報部）に引き継がれた。

## 日本政治への干渉

自由民主党のロゴ

### 逆コースにおける役割
CIAとアメリカ軍事情報機関は、1947年の「逆コース」政策転換と、その後の戦争犯罪者追放政策の終了において重要な役割を果たした。 アメリカ軍事情報機関は、アメリカ政界の日本ロビー(Japan lobby)やアメリカ企業の利益と連携しつつ、ダグラス・マッカーサーがアメリカが占領期間中に行った財閥関係者や公務員の追放をめぐる政策を逆転させるために圧力活動を展開した。 KGBは、日本の政策変更を正当化するためにCIAとSCAPがインフラ攻撃、特に松川脱線事故(松川事件)を計画し行ったといくつかの文書で非難した。 CIAはアメリカ国内では「日本の戦略的重要性」と題された報告書を作成し、その中で日本を支配することはアジアにおける「安定化の要」として必要不可欠であると国務省や軍に圧力をかけた 。この報告書は、東南アジアの喪失とともに日本がソビエト連邦と同盟し、ソ連に有利なかたちで「冷戦のバランスを傾かせる」というシナリオがありうると警告していた。 その報告書は、アメリカ国務省に対して対日政策を「独占の破壊」から「大規模な金融と貿易事業の発展」にインセンティブを与えるアプローチへと転換させるよう強く促した。

### 自由民主党の創設

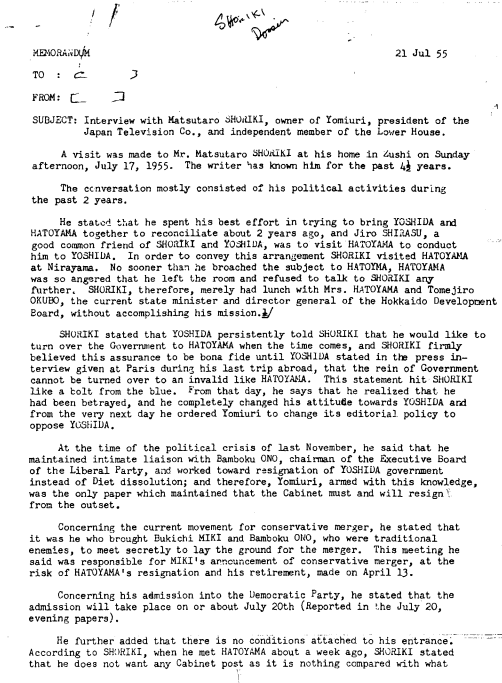
1955年の自由民主党結成における正力松太郎の関与を記したメモ

1955年の自由民主党結成にはCIA関係者が広範に関与した。テレビ業界の大物であり、かつ日本におけるCIAの宣伝活動において極めて重要な機関的資産であった正力松太郎は、インタビューのなかで吉田茂と鳩山一郎の和解を試みたことについて述べている。 この交渉中、正力がこの話題を持ち出したことで正力と鳩山の間に不和が生じ、鳩山が怒ったまま正力の居宅を去ったことがあった。また、正力と吉田は頻繁に会合し、吉田は自身の引退がなった時には鳩山と権力交代すると約束した。 しかし大胆にもパリ旅行で吉田が辞任と鳩山への政権移譲を拒否したときには、正力は自身が所有する新聞『読売新聞』に吉田を追い落とすためにネガティブ・キャンペーンを張るよう指示した。
正力は吉田と鳩山を通じて合併に直接的な影響力を持つことができなかったため、敵対していた三木武吉と大野伴睦の間で会談をセッティングし、自由党と民主党の合併の土台を築くための準備を行った。 この会合は成功し、三木武吉が4月13日に保守合併を発表し、その結果、鳩山の政治的影響力は損なわれることとなった。
『Japan at the Crossroads: Conflict and Compromise after Anpo』の著者であるニック・カプールは、中央情報局(CIA)が岸信介を指導、鼓舞して1955年の党結成を取りまとめさせたと主張している。

### 岸信介の浮上

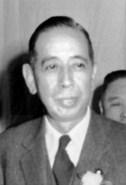
岸信介（1956年）

第五福竜丸事件の後、吉田内閣の多くのメンバーが米国を「好戦的な国」と形容し、米国の対外政策に反対の意見を表明した。そこには通商産業大臣の愛知揆一も含まれていた。 CIAおよびアメリカ軍当局は、吉田内閣が日本の自衛隊の発展に消極的であり、また1951年の日米安全保障条約の改定や拡大に躊躇していることを不満として、吉田を排除し、より積極的な候補者と交代させるための圧力運動を開始した。 これにより吉田は辞任することとなる。 アメリカの情報機関は、吉田を岸に取り換えるためにわざわざ岸を訓練し、より魅力的に見せるための広報キャンペーンまで展開したが、結局のところ、首相の座は吉田のライバルである鳩山の手に渡ることとなった。 しかし鳩山は吉田ドクトリンを継続することを決定し、CIAを失望させた。 鳩山は安全保障条約の改定に消極的であり、さらにクリル諸島に関してソビエト連邦との和解政策に取り組んだ 。これにアレン・ダレスは怒り、沖縄を日本の宗主権から永久に切り離すと脅迫した。
鳩山の辞任後もアメリカの情報機関は自由民主党に対して岸を日本の首相に迎えるよう圧力をかけ続けた。 しかし自由民主党はその年の候補者の中で最も親米的でないと広く見なされていた石橋湛山を指名し、アメリカの情報機関関係者らをさらに苛立たせた。 石橋は「対中国でアメリカの意向に自動的に従う時代は終わった」と宣言したが、これによってアイゼンハワー政権との関係はさらに緊張を深めた。 
しかし石橋はわずか2ヶ月で健康状態の悪化のために辞任を余儀なくされ、外交危機は回避された。アメリカの政府関係者や政治的フィクサー(黒幕)である児玉誉士夫の支援を受けて、岸信介は1957年初頭に首相の座を獲得した。駐日アメリカ大使のダグラス・マッカーサー2世は、岸信介を評して日本社会党の勢力拡大を阻止できる唯一の人物とし、日本の政治情勢は岸なしではますます反米的になるだろうと警告した。
1951年に調印された(旧)日米安保条約の改定にむけて岸が果たした役割は、CIAおよびアイゼンハワー政権の強い影響を受けていた。マッカーサー大使は、岸と協同して日米安全保障条約の改定に取り組み、アメリカが日本国内に軍事施設を維持し続けることを可能にした。 条約締結後の安保闘争で、アメリカ国務省とCIAは岸を広報活動上の負債と見なし、アメリカは岸政権への支援から手を引いた。

### 沖縄における活動

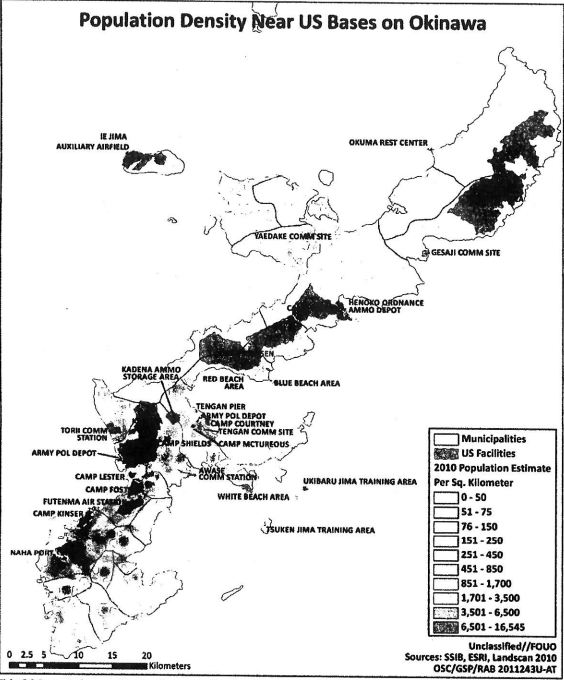
OSC 沖縄県内の米軍施設地図

米国国家安全保障局(NSA)により、沖縄という領土は、「アメリカの仮想的空母」であり通信信号傍受にも適していると説明された。 米軍また米国情報機関の展開に対する沖縄人民党の反対意見にもかかわらず、嘉手納基地からはSR-71、U-2による偵察飛行が続いた。 ベトナム戦争中、沖縄に展開する米軍施設、特に嘉手納は、南ベトナムでの軍事作戦において空軍、海軍の修理・補給基地として不可欠な役割を担った。
CIAは、沖縄の選挙活動全体に影響力を及ぼそうと繰り返し試みたことで、その影響力は相当なレベルに達した。アメリカ友愛奉仕委員会(American Friends Service Committee)は、アメリカが沖縄の自由民主党に対して180万ドル規模の資金提供をしたと非難した。 このことは1997年に「秘密行動計画書(Secret Action Plan)」が公開解除されて裏付けられた。この計画書には沖縄返還をめぐって高まりを見せる抗議活動に対応するために、情報機関の工作員から自由民主党に対して秘密裏に資金提供を行い、琉球諸島での選挙に影響を与えようとしたことが詳細に記されている。
沖縄県におけるアメリカ軍統治が終わった後も、CIAは沖縄の世論を誘導するための努力を継続した。CIAは、沖縄の世論を作り上げる方法についてアメリカの公務員を指導するマニュアルを作成していたことがアメリカの情報公開法によって入手された文書でわかった。 CIAは、アメリカの公務員に対して軍の人道支援や災害救援の役割を強調することで沖縄の平和主義者の意見を操作するよう助言もした。またこの機関(CIA)はアメリカ軍司令部に対して、軍の駐留が長期に及んでいることの理由として軍事的抑止力に言及しないよう、また沖縄住民差別についてアメリカ軍兵士は一切関与していないと否定するよう指導した。 アメリカ友愛奉仕委員会(AFSC)は、CIAが鳩山由紀夫政権の転覆を目論んだことも非難しているが、その主な理由は鳩山が辺野古湾のアメリカの軍事施設建設に反対の立場をとったことだとしている。